# Bundesautobahn 6

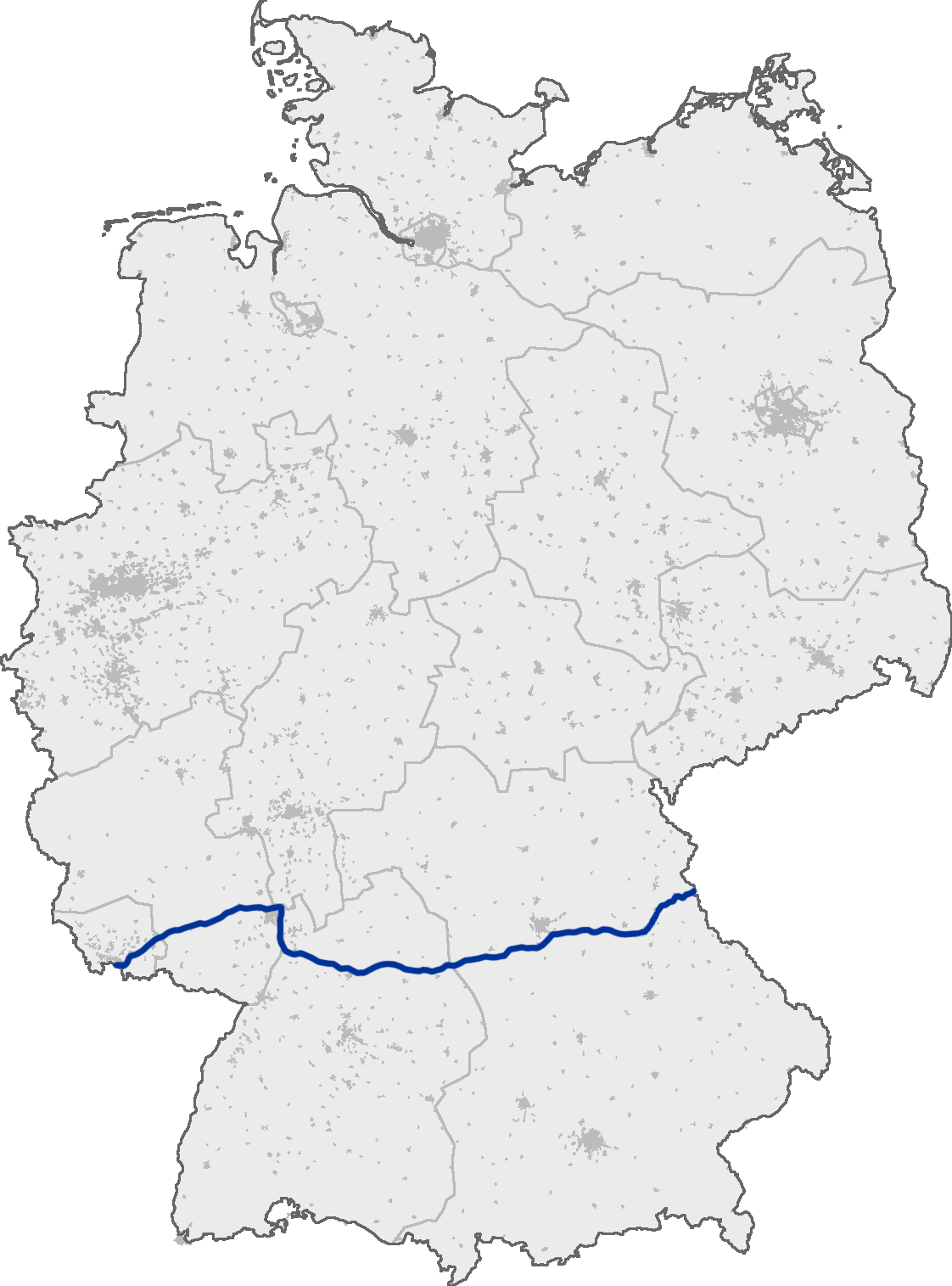
Mapa da localização da auto-estrada A6

Bundesautobahn 6 (em português: Auto-estrada Federal 6) ou A 6, é uma auto-estrada na Alemanha.
A Bundesautobahn 6 tem 432 km de comprimento.

## Estados
Estados percorridos por esta auto-estrada:
- Sarre
- Renânia-Palatinado
- Hessen
- Baden-Württemberg
- Baviera